# Dorfkirche Zagelsdorf

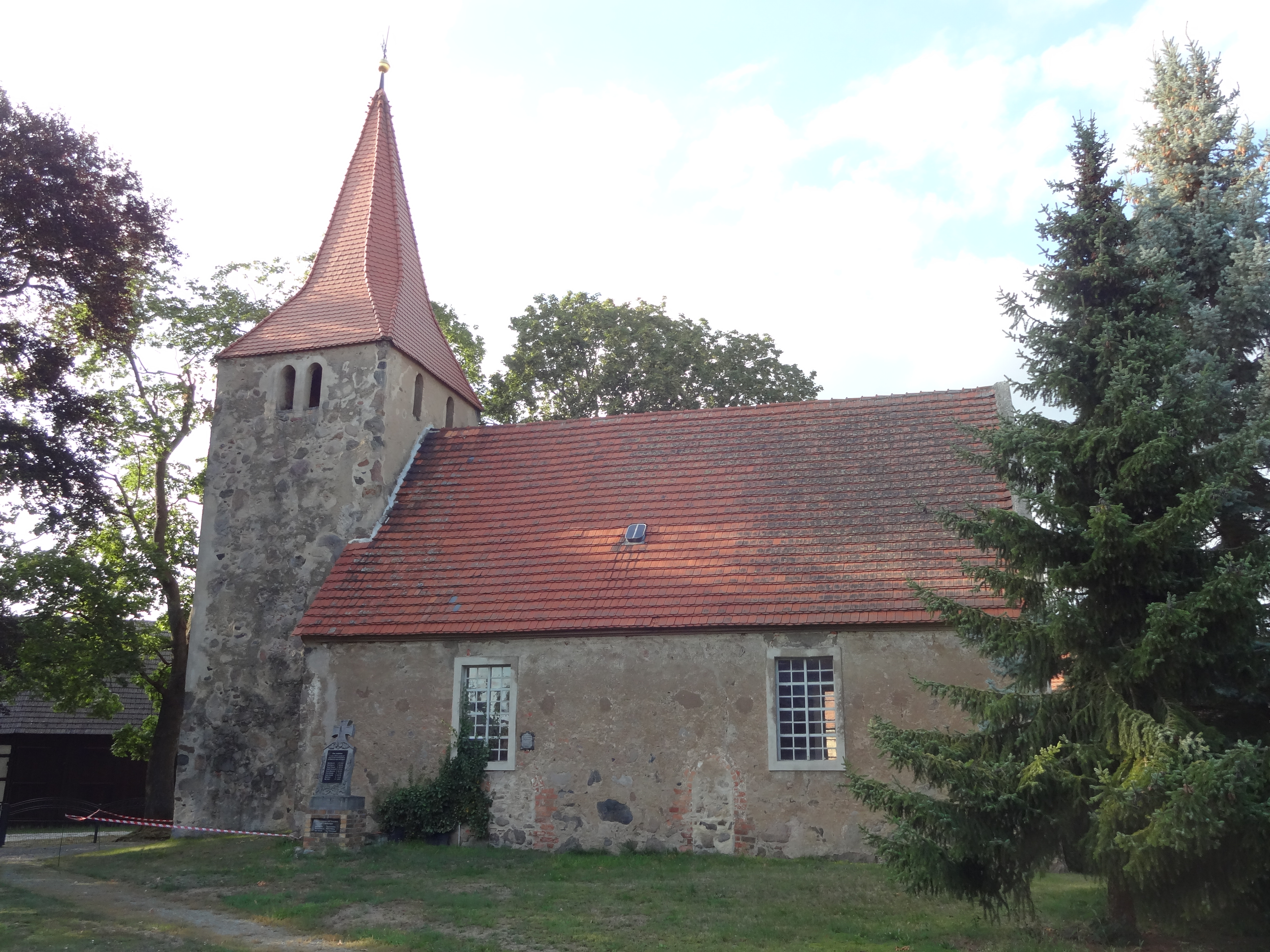
Dorfkirche Zagelsdorf

Die evangelische Dorfkirche Zagelsdorf ist eine Feldsteinkirche in Zagelsdorf, einem Ortsteil der Stadt Dahme/Mark im Landkreis Teltow-Fläming im Land Brandenburg. Die Kirchengemeinde gehört zum Kirchenkreis Zossen-Fläming der Evangelischen Kirche Berlin-Brandenburg-schlesische Oberlausitz.

## Lage
Die Landstraße 71 führt von Südwesten kommend s-förmig durch den Ort und dort in nordöstlicher Richtung heraus. Die Kirche steht nordwestlich der Straße auf einem Grundstück mit einem Kirchfriedhof, der mit einem Zaun eingefriedet ist.

## Geschichte
Das Brandenburgische Landesamt für Denkmalpflege und Archäologische Landesmuseum (BLDAM) gibt an, dass das Bauwerk im Kern im 14./15. Jahrhundert entstand. Der Kirchenführer des Kirchenkreises geht von einer massiven Beschädigung im Dreißigjährigen Krieg aus und verweist darauf, dass die Kirche etwa 1670/1680 auf dem Fundament des Vorgängerbaus errichtet wurde. Nach 1680 erhielt das Bauwerk einen Putz sowie hochrechteckige Fenster. Vermutlich entstand in dieser Zeit auch an der Nordseite eine Patronatsloge. Anfang der 1980er Jahre tauschte die Kirchengemeinde die Kirchenausstattung aus.

## Baubeschreibung

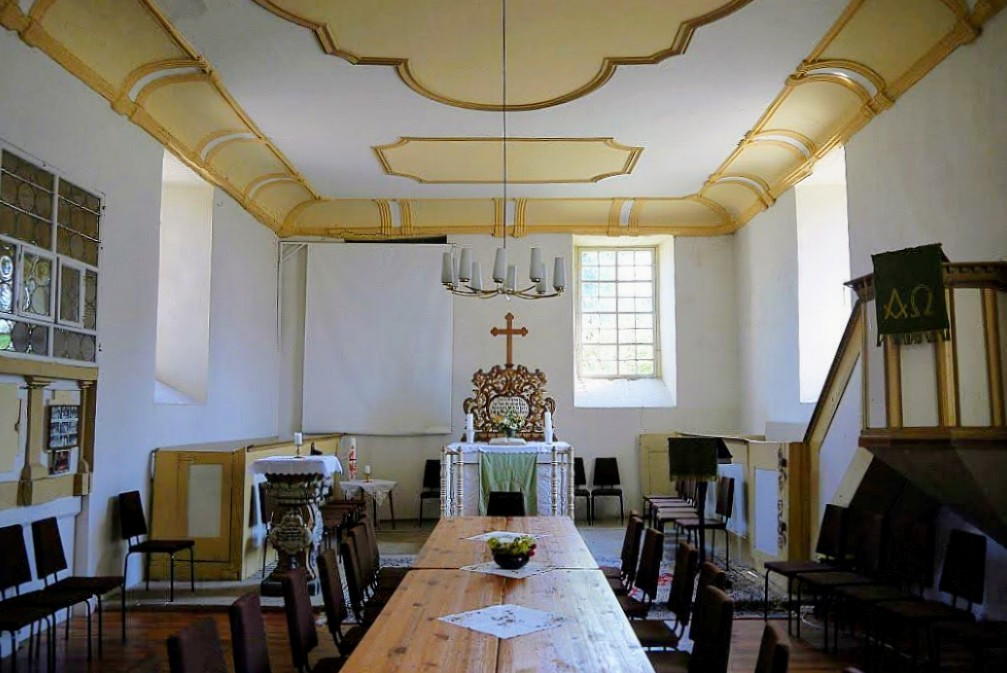
Innenraum (2015)

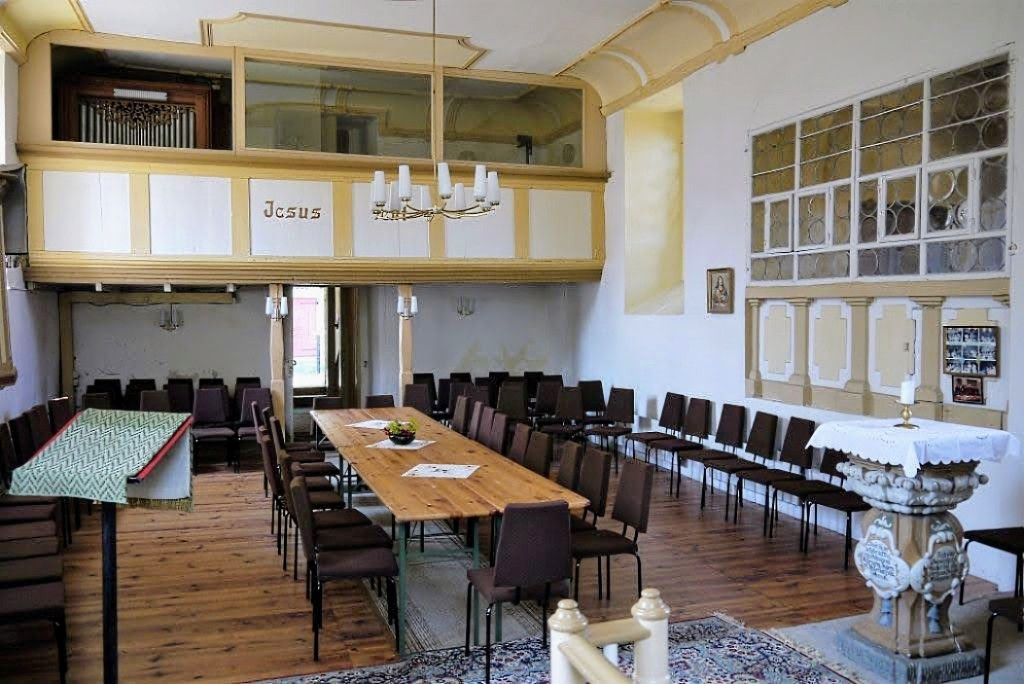
Blick zur Orgel

Das Bauwerk entstand im Wesentlichen aus Feldsteinen und Mauersteinen, die als Mischmauerwerk verbaut und anschließend verputzt wurden. Der Chor ist gerade und nicht eingezogen. An der Ostwand sind zwei große und hochrechteckige Fenster, deren Form durch eine verputzte Fasche nochmals betont wird.
Das Kirchenschiff hat einen rechteckigen Grundriss. An der Nordseite ist eine Patronatsloge, die ebenfalls einen rechteckigen Grundriss aufweist. Sie kann durch eine Pforte von Westen her betreten werden; an der Nordseite ist ein Fenster. Nach Westen befindet sich an der Langwand des Schiffs ein weiteres Fenster; an der Südseite zwei. Mittig sind die Reste einer zugesetzten Priesterpforte erkennbar. Die Patronatsloge sowie das Schiff tragen ein schlichtes Satteldach.
Der querrechteckige Kirchturm ist gegenüber dem Schiff leicht eingezogen. Er kann durch eine rechteckige Pforte von Westen her betreten werden. Weitere Öffnungen sind nicht vorhanden. Im Glockengeschoss sind an der Nord- und Südseite zwei gekuppelte, an der Ost- und Westseite zwei einzelne Klangarkaden. Darüber erhebt sich ein oktogonaler Knickhelm, der mit einer Turmkugel und Kreuz abschließt.

## Ausstattung
Die Kirchenausstattung wird vom BLDAM als „einfach“ bezeichnet. Als Altarretabel dient eine Schriftkartusche, die auf das Jahr 1708 datiert ist und sich in einer reich geschnitzten Ornamentrahmung befindet. Die Kanzel sowie das Gestühl stammen aus der Zeit um 1680, die Fünte aus dem Jahr 1733. Auf der Westempore steht eine Orgel, der Firma Alexander Schuke Potsdam Orgelbau aus dem Jahr 1953. Das Instrument besitzt ein Manual und Pedal und sechs Register. Die Patronatsloge ist durch eine Glasfront vom Schiff getrennt und dient im 21. Jahrhundert als Trauerhalle. Das Bauwerk ist im Innern flach gedeckt mit einer Voute am Übergang zum Dach.
Vor dem südlichen Langhaus erinnert ein Denkmal an die Gefallenen der Weltkriege. Auf dem Friedhof erinnert ein klassizistischer Grabstein an die 1832 verstorbene Maria Dorothea Scharsig. Außerdem befindet sich dort das Erbbegräbnis der Familie Pittelko bestehend aus zehn gusseisernen Grabtafeln aus der Zeit von 1849 bis 1923.